# 掻い掘り

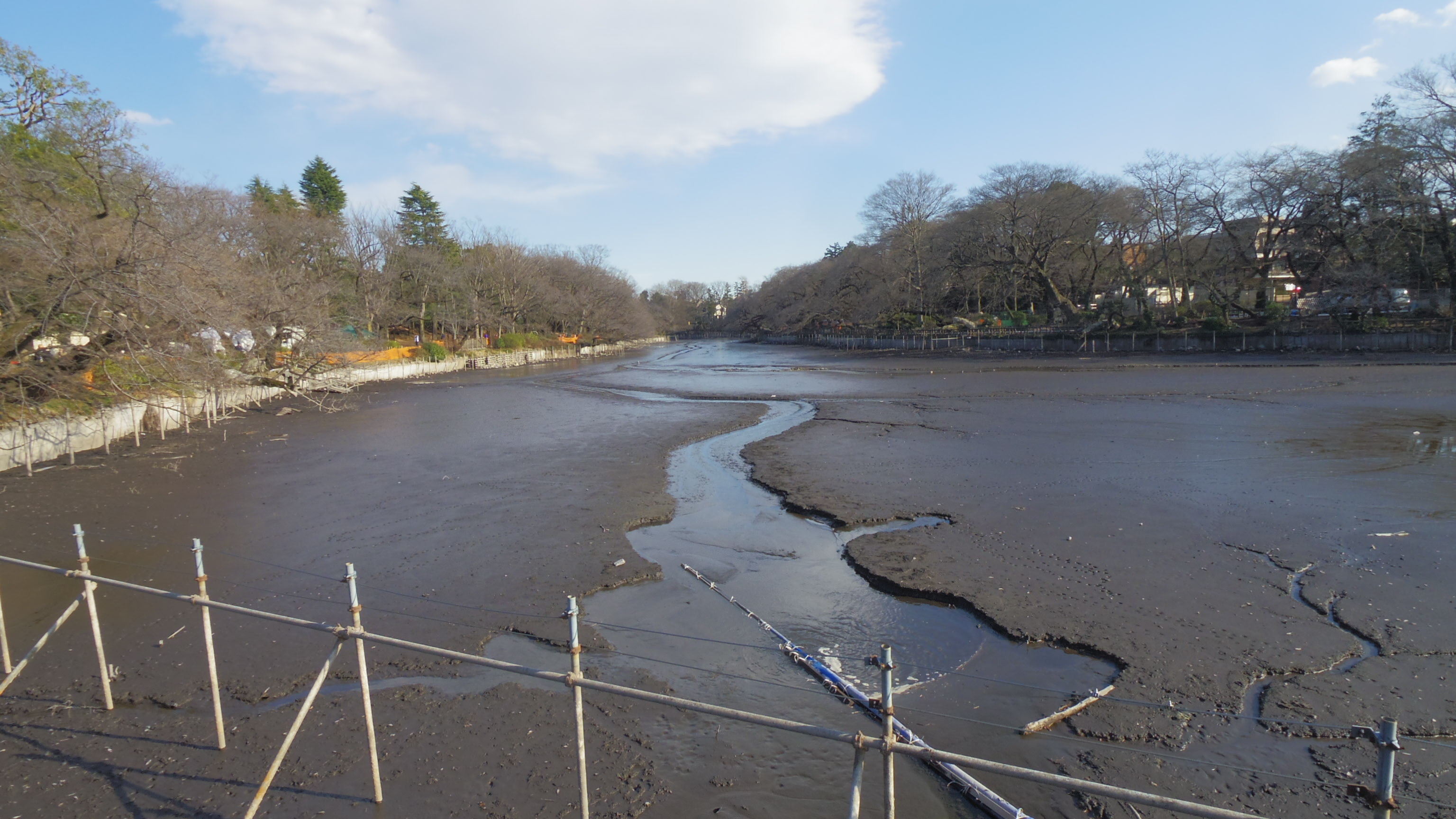
掻い掘り後の井の頭池（2016年2月）

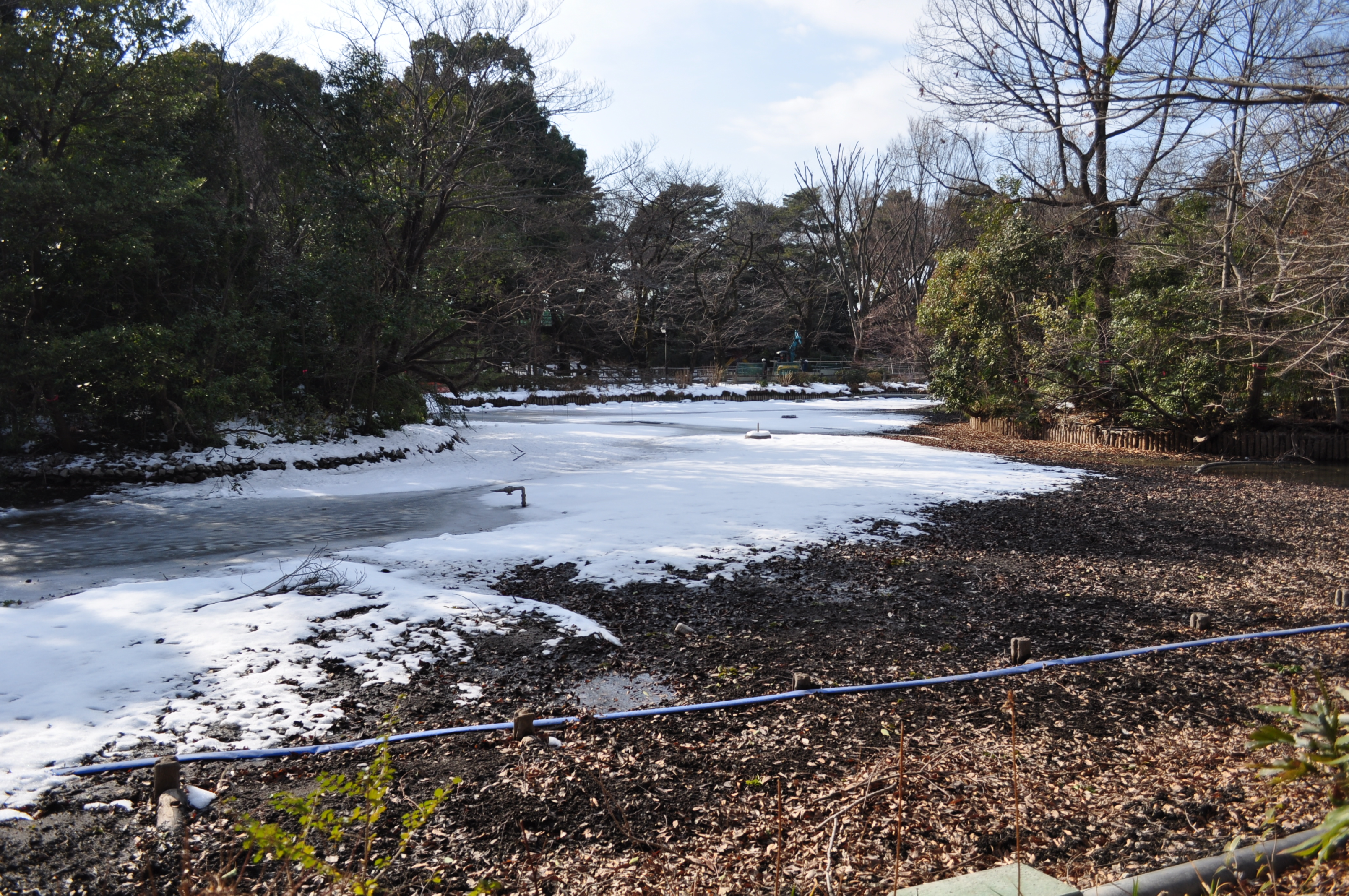
掻い掘り実施中の和田堀公園の和田堀池（2018年1月29日撮影）

掻い掘り（かいぼり）は、池や沼の水をくみ出して泥をさらい、魚などの生物を獲り、天日に干すことである。換え掘り（かえぼり）、換え乾し（かえぼし）、池干し、泥流しなどのよび方もある。井戸の水をくみ出してたまった土砂を取り除く井戸浚え（いどさらえ）を指すこともある。
農業用のため池を維持するために行われてきた、日本の伝統的な管理方法である。稲作が終わる晩秋から早春にかけての農閑期に、池の水を抜き天日に干し、堆積したヘドロや土砂を取り除いて肥料にし、獲った魚を利用してきた。
栄養塩類を含んだ泥や水を排出し、また池の底を空気にさらして微生物による分解を促進することで、水質を浄化する効果がある。
現在は、農業目的の他に、水質改善や、外来生物駆除のための掻い掘りが、各地で行われている。
絶滅したと思われていた水生植物が、掻い掘りによって数十年ぶりに復活した事象も報告されている。